# レオポルト・ルジチカ
レーオポルト・ルジチカ（ルジツカ、ルチッカと表記される場合もある）、あるいはラヴォスラフ・スチェパン・ルジチカ（Leopold Stephan Ružička, Lavoslav Stjepan Ružička , 1887年9月13日 - 1976年9月26日）はクロアチア（当時はオーストリア・ハンガリー二重帝国のスラボニア Szlavónia）ブコバル出身の有機化学者。後にスイスに帰化。

## 経歴
バーゼル大学及びカールスルーエ大学で修学し、カールスルーエ大学のヘルマン・シュタウディンガーの下で学位を取得した。
1956年にユトレヒト大学教授となり、1929年にチューリッヒ工科大学教授となる。テルペノイド、ステロイド、環状ケトンの研究で知られる。1939年にノーベル化学賞を受賞した。
テルペノイドについてのイソプレン則の提唱で特に有名。これによりテルペノイドの構造の解明に一役かった。ステロイドについては1934年にアンドロゲンの合成に成功、翌年1935年にはテストステロンの合成に成功した。環状ケトンについてはムスコンやシベトンの構造解明並びに合成に成功し、巨大な環式化合物の存在を明示した。